# Greg Rawlinson
Pas d'image ? Cliquez ici

a Compétitions nationales et continentales officielles uniquement.

b Matchs officiels uniquement.
Dernière mise à jour le 10 novembre 2021.
Greg Rawlinson, né le 14 août 1978 à Durban, est un joueur de rugby à XV sud-africain qui joue avec les All-Blacks. Il évolue au poste de deuxième ligne (2,01 m pour 113 kg).

## Carrière
Il a commencé sa carrière avec Bay of Plenty en 2002, et avec les Blues en 2004.

### En équipe nationale
Il a fait ses débuts avec les All Blacks le 10 juin 2006, à l’occasion d’un match contre l'équipe d'Irlande.

## Palmarès

### Franchise et province
- 45 capes avec North Harbour
- 39 matchs de Super Rugby avec les Blues

### En équipe nationale
- Vainqueur du Tri-nations en 2006 et 2007.

## Statistiques

### En équipe nationale
De 2006 à 2007, Greg Rawlinson compte 4 sélections avec les All-Blacks. Avec les Kiwis, il participe à deux éditions du Tri-nations en 2006 et 2007.